# Force athlétique aux Jeux paralympiques

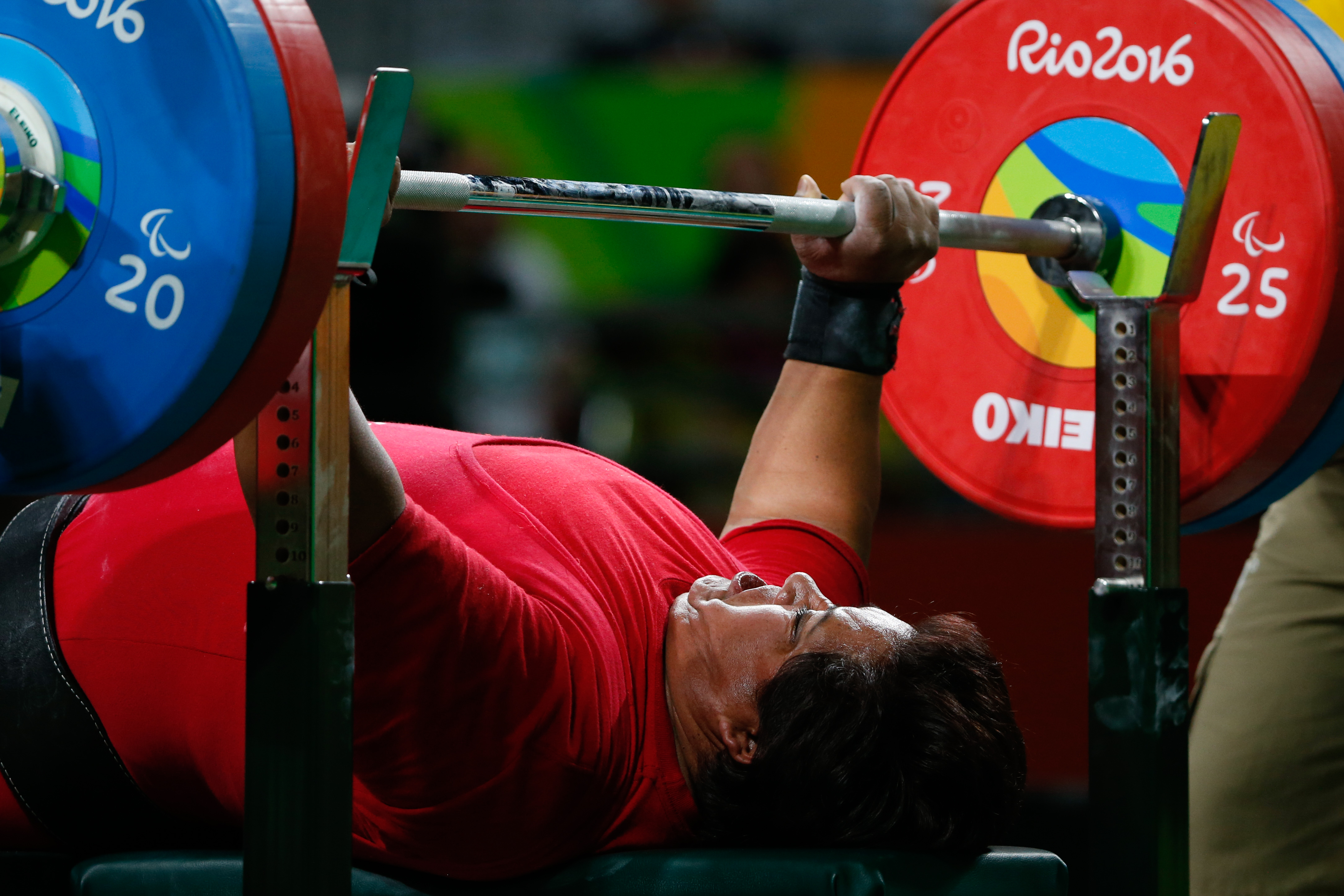
La mexicaine Catalina Diaz Vilchis, médaillée de bronze (86 kg) aux Jeux de 2016 à Rio.

La force athlétique (en anglais : powerlifting) est sport paralympique depuis les Jeux paralympiques de 1984 à New York. Les femmes font leur première apparition dans cette discipline aux Jeux paralympiques de 2000 à Sydney,.

## Historique
La force athlétique est introduite au programme paralympique à l'occasion des Jeux paralympiques de 1984 à Tokyo. Pendant trois éditions –1984, 1988 et 1992– l'haltérophilie (weightlifting) et la force athlétique (powerlifting) cohabitent. Mais le Comité international paralympique décide à partir des Jeux de 1996 d'abandonner l'épreuve d'haltérophilie pour ne conserver que l'épreuve de force athlétique.

## Mouvement
Les athlètes masculins et féminins adoptent une position couchée sur un banc spécialement conçu à cet effet. Après avoir pris ou reçu la barre à bout de bras, l'haltérophile attend, coudes verrouillés et barre sous contrôle, le signal de l'arbitre.
Les athlètes doivent abaisser la barre jusqu'à leur poitrine, la maintenir immobile sur la poitrine, puis la soulever à bout de bras en bloquant les coudes. Les athlètes ont droit à trois essais et le vainqueur est celui qui soulève le poids le plus grand.
Les athlètes concourent allongés sur un banc qui mesure 2,1 m de long. La largeur du banc est de 61 cm et se rétrécit à 30 cm à l'endroit où la tête est placée. La hauteur du banc varie entre 48 et 50 cm du sol. Les disques doivent être conformes à plusieurs normes décrites dans les règles et règlements de ce sport.

## Catégories
Les catégories de poids sont : 
|        | Catégories     | Catégories     | Catégories     | Catégories     | Catégories     | Catégories     | Catégories     | Catégories     | Catégories      | Catégories     |
| ------ | -------------- | -------------- | -------------- | -------------- | -------------- | -------------- | -------------- | -------------- | --------------- | -------------- |
| Hommes | moins de 49 kg | moins de 54 kg | moins de 59 kg | moins de 65 kg | moins de 72 kg | moins de 80 kg | moins de 88 kg | moins de 97 kg | moins de 107 kg | plus de 107 kg |
| Femmes | moins de 41 kg | moins de 45 kg | moins de 50 kg | moins de 55 kg | moins de 61 kg | moins de 67 kg | moins de 73 kg | moins de 79 kg | moins de 86 kg  | plus de 86 kg  |

## Résultats
| Année | Discipline       | Catégories | Nations les plus titrées |
| ----- | ---------------- | ---------- | ------------------------ |
| 1960  |                  |            |                          |
| 1964  |                  |            |                          |
| 1968  |                  |            |                          |
| 1972  |                  |            |                          |
| 1976  |                  |            |                          |
| 1980  |                  |            |                          |
| 1984  | Force athlétique | 7          | États-Unis               |
| 1988  | Force athlétique | 9          | France / Pologne         |
| 1992  | Force athlétique | 10         | Pologne                  |
| 1996  | Force athlétique | 10         | Chine                    |
| 2000  | Force athlétique | 20         | Chine                    |
| 2004  | Force athlétique | 20         | Égypte                   |
| 2008  | Force athlétique | 20         | Chine                    |
| 2012  | Force athlétique | 20         | Nigeria                  |
| 2016  | Force athlétique | 20         | Nigeria                  |
| 2020  | Force athlétique | 20         | Chine                    |
| 2024  | Force athlétique | 20         |                          |